# 似花普提魚
似花普提魚，又稱燕尾狐鯛，俗名三齒仔、紅娘仔、日本婆仔、燕尾龍，為輻鰭魚綱鱸形目隆頭魚亞目隆頭魚科的一個種。

## 分布
本魚分布於印度太平洋區，包括東非、紅海、南非、馬達加斯加、模里西斯、塞席爾群島、馬爾地夫、日本、台灣、菲律賓、印尼、中國南海、澳洲、庫克群島、夏威夷、法屬玻里尼西亞、密克羅尼西亞、马里亚纳群岛、美屬薩摩亞、馬紹爾群島、諾魯、索羅門群島、新喀里多尼亞、斐濟群島、萬那杜、吉里巴斯、東加等海域。

## 深度
水深6~60公尺。

## 特徵
本魚體側扁，體色變化不大。幼魚前黃後白，並具黑色斑點，背鰭上方具一黑斑；成魚魚體前半部色較深，為橘紅色。尾鰭上下葉緣暗色，略具延長。背鰭硬棘12枚、背鰭軟條9-10枚、臀鰭硬棘3枚、臀鰭軟條10-12枚。體長可達24公分。

## 生態
本魚棲息在較外洋的珊瑚礁區域，幼魚常棲息在海扇或海綿附近，夜晚躲於岩礁縫中休息。屬肉食性，以小型底棲無脊椎動物為食。具性轉變。

## 經濟利用
主要為觀賞性魚類，可食用。